# Вернер, Карл-Хайнц
Карл-Хайнц Вернер (нем. Karl-Heinz Werner; род. 17 сентября 1949, Родевиш, Фогтланд) — восточно-германский дзюдоист, чемпион (1972, 1974, 1977) и серебряный призёр (1976) чемпионатов ГДР, победитель и призёр международных турниров, бронзовый призёр чемпионатов Европы 1970—1973 годов, участник летних Олимпийских игр 1972 года в Мюнхене. Выступал в лёгкой весовой категории (до 63 кг).
На Олимпиаде Вернер победил Мустафу Белхмира и бельгийца Густав Лауверейнс, но затем уступил представителю ФРГ Вольфраму Коппену и выбыл из борьбы за медали, заняв итоговое 11-е место.
После завершения спортивной карьеры работал тренером.